# Śmietki
Śmietki [pronunciación en polaco: /ˈɕmjɛtki/] (en alemán: Schnittken) es un pueblo ubicado en el distrito administrativo de Gmina Mikołajki, dentro del Condado de Mrągowo, Voivodato de Varmia y Masuria, en Polonia del norte. Se encuentra aproximadamente a 8 kilómetros al oeste de Mikołajki, a 13 kilómetros al sureste de Mrągowo, y a 64 kilómetros al este de la capital regional Olsztyn.
Antes de 1945, el área fue parte de Alemania (Prusia Oriental).